# Коваль Олена Валеріївна
Олена Валеріївна Коваль (дошлюбне прізвище — Китиця; нар. 1 травня 1994) — українська легкоатлетка, який спеціалізується в бігу на довгі дистанції та гірському бігу.
На національних змаганнях представляє Житомирську область (до 2018 — Миколаївську область).
Служить у Національній поліції України та тренується під керівництвом Олексія Даниленка.

## Спортивні досягнення
Неодноразова чемпіонка та призерка чемпіонатів України з гірського бігу.
Срібна призерка чемпіонату України в естафетному бігу 4×800 м (2018).
Срібна (2017) та бронзова (2018) призерка чемпіонатів України з шосейного бігу на 1 милю.
Бронзова призерка чемпіонату України з напівмарафону серед молоді (2014).
Учасниця чемпіонатів світу з гірського бігу 2018 (49-е місце) та 2019 (33-е місце) років у категорії бігу «вгору-вниз».
Учасниця чемпіонату Європи з гірського бігу 2019 (30-е місце).
Переможниця Миколаївського напівмарафону (2016).